# Reflection
Reflection är en ballad som skrevs till Disneyfilmen Mulan 1998 av Matthew Wilder och David Zippel. Den framförs i filmen av filmens huvudkaraktär Mulan, och handlar om orättvisan av att inte få vara sig själv, och att hitta något värdefullt i sig själv via sin egen spegelbild.
Låten släpptes ut i en singelversion, och framfördes då av Christina Aguilera (det var för övrigt hennes debutsingel). Dessvärre blev låten ingen direkt stor hit, men efter Aguileras framgångar senare har låten blivit mer uppmärksam. Bl.a. framfördes den av en av deltagarna i den femte säsongen av American Idol 2006.
I den svenska dubbningen av Mulan framförs den av Divina Sarkany.